# Hypoponera monticola
Hypoponera monticola är en myrart som först beskrevs av Mann 1921.  Hypoponera monticola ingår i släktet Hypoponera och familjen myror. Inga underarter finns listade i Catalogue of Life.